# 31 août 1979
Le vendredi 31 août 1979 est le 243e jour de l'année 1979.

## Naissances
- Clay Hensley, joueur de baseball américain
- Hiroyuki Ishida, footballeur japonais
- Ivan Cvetkov, joueur de football bulgare
- Karoliina Kallio, chanteuse américo-finnoise
- Marie Warnant, chanteuse belge
- Mickie James, catcheuse, actrice, mannequin et chanteuse américaine
- Paula Barreto, actrice colombienne
- Peter Luczak, joueur de tennis australien
- Ramón Santiago, joueur dominicain de baseball
- Shane Loux, joueur américain de baseball
- Simon Neil, chanteur et guitariste écossais
- Sylvain Martin, joueuse de rugby français
- Tim Raines, Jr., joueur américain de baseball
- Vladimir Koev, cycliste bulgare
- Yuvan Shankar Raja, compositeur et chanteur indien

## Décès
- René Delzangles (né le 8 juillet 1899), personnalité politique française
- Sally Rand (née le 3 avril 1904), actrice américaine

## Événements
- Sortie du film Jaguar
- Sortie du film Moonraker
- les États-Unis révèlent qu'une brigade soviétique est stationnée à Cuba[réf. souhaitée]